# Progressione del record mondiale dei 200 metri piani maschili

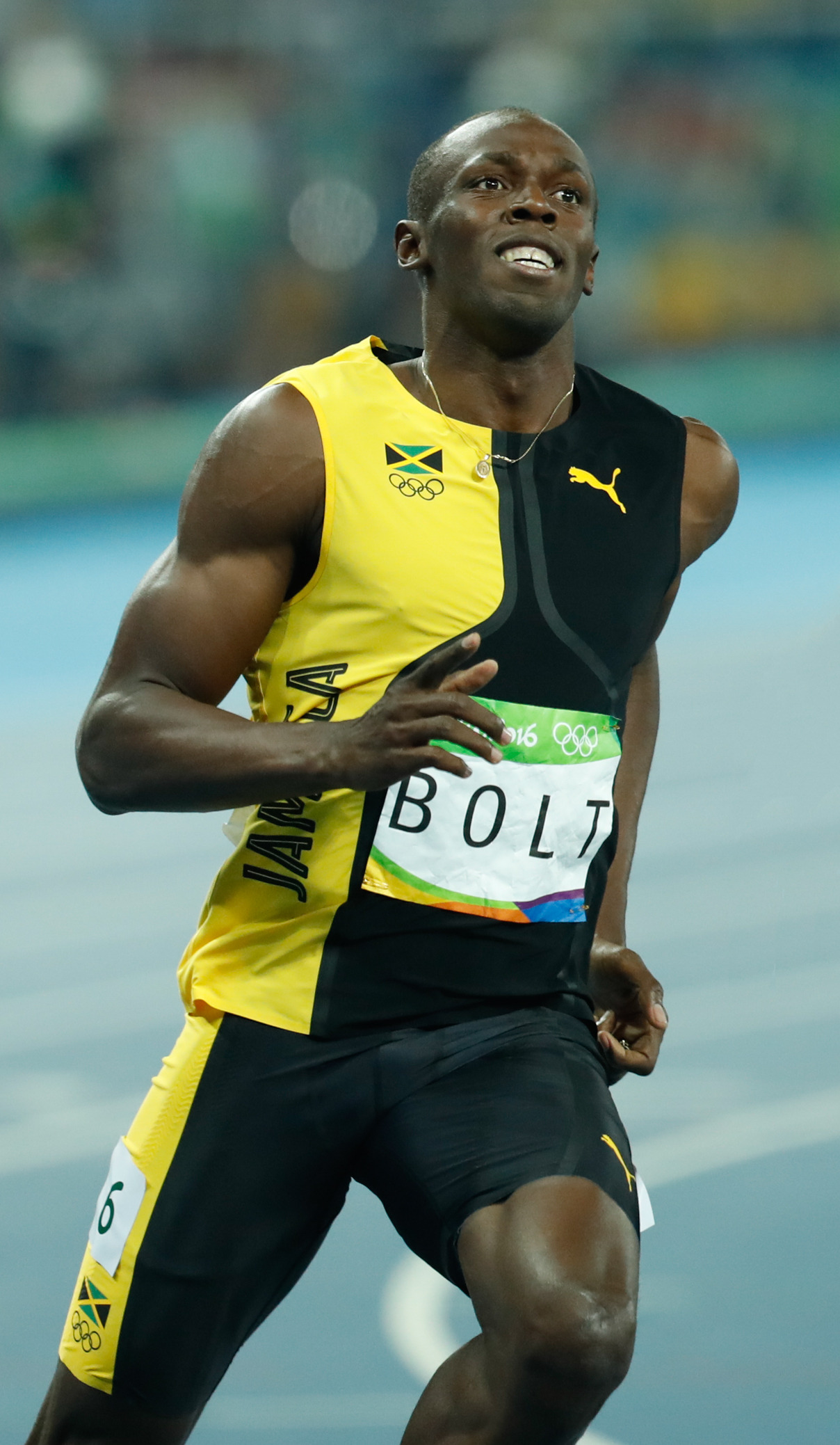
Usain Bolt, detentore del record mondiale della specialità

La voce seguente illustra la progressione del record mondiale dei 200 metri piani maschili di atletica leggera.
Il primo record mondiale maschile venne riconosciuto dalla federazione internazionale di atletica leggera nel 1951, mentre il primo record mondiale indoor risale al 1987. Dal 1975 la federazione internazionale ha accettato anche il cronometraggio elettronico per i record nelle distanze fino ai 400 metri e dal 1977 ha richiesto, per l'omologazione dei record, unicamente il cronometraggio elettronico al centesimo di secondo. Lo statunitense Tommie Smith, vincitore dei Giochi olimpici di Città del Messico 1968 col tempo di 19"83, è stato riconosciuto come primo detentore del record mondiale con cronometraggio elettronico.
Dall'introduzione del cronometraggio elettronico si sono avuti solamente quattro primatisti: Tommie Smith, primo uomo a scendere sotto i 20 secondi; Pietro Mennea, che è stato il detentore del record più longevo avendo resistito per quasi 17 anni dal 1979 al 1996; Michael Johnson, autore del miglioramento più consistente (complessivamente 34 centesimi rispetto al suo precedente record); Usain Bolt, il primatista nel ventunesimo secolo. Ad oggi, la World Athletics ha ratificato ufficialmente 24 record mondiali assoluti e 3 record mondiali indoor di specialità.

## Progressione

### Record assoluti
| Tempo                      | Vento (m/s) | Atleta           | Nazione        | Luogo                      | Data              | Note  |
| -------------------------- | ----------- | ---------------- | -------------- | -------------------------- | ----------------- | ----- |
| 20"6 m                     | nw          | Andy Stanfield   | Stati Uniti    | Filadelfia, Stati Uniti    | 26 maggio 1951    | y     |
| 20"6 m                     | nw          | Andy Stanfield   | Stati Uniti    | Los Angeles, Stati Uniti   | 27 giugno 1952    |       |
| 20"6 m                     | 0,0         | Thane Baker      | Stati Uniti    | Bakersfield, Stati Uniti   | 23 giugno 1956    |       |
| 20"6 m                     | nw          | Bobby Joe Morrow | Stati Uniti    | Melbourne, Australia       | 27 novembre 1956  | [ 4 ] |
| 20"6 m                     | nw          | Manfred Germar   | Germania Ovest | Wuppertal, Germania Ovest  | 1º ottobre 1958   |       |
| 20"6 m                     | -1,6        | Ray Norton       | Stati Uniti    | Berkeley, Stati Uniti      | 19 marzo 1960     | y     |
| 20"6 m                     | nw          | Ray Norton       | Stati Uniti    | Filadelfia, Stati Uniti    | 23 aprile 1960    |       |
| 20"5 m                     | nw          | Peter Radford    | Regno Unito    | Wolverhampton, Regno Unito | 28 maggio 1960    | y     |
| 20"5 m                     | 0,0         | Stone Johnson    | Stati Uniti    | Palo Alto, Stati Uniti     | 2 luglio 1960     | [ 4 ] |
| 20"5 m                     | 0,0         | Ray Norton       | Stati Uniti    | Palo Alto, Stati Uniti     | 2 luglio 1960     |       |
| 20"5 m                     | nw          | Livio Berruti    | Italia         | Roma, Italia               | 3 settembre 1960  | [ 5 ] |
| 20"5 m                     | 0,0         | Livio Berruti    | Italia         | Roma, Italia               | 3 settembre 1960  | [ 6 ] |
| 20"5 m                     | -1,1        | Paul Drayton     | Stati Uniti    | Walnut, Stati Uniti        | 23 giugno 1962    | y     |
| 20"3 m                     | -0,1        | Henry Carr       | Stati Uniti    | Tempe, Stati Uniti         | 23 marzo 1963     | y     |
| 20"2 m                     | +0,5        | Henry Carr       | Stati Uniti    | Tempe, Stati Uniti         | 4 aprile 1964     | y     |
| 20"0 m                     | 0,0         | Tommie Smith     | Stati Uniti    | Sacramento, Stati Uniti    | 11 giugno 1966    | y     |
| 19"8 m                     | +0,9        | Tommie Smith     | Stati Uniti    | Città del Messico, Messico | 16 ottobre 1968   | [ 8 ] |
| 19"8 m                     | +1,0        | Don Quarrie      | Giamaica       | Cali, Colombia             | 3 agosto 1971     | [ 9 ] |
| 19"8 m                     | +1,3        | Don Quarrie      | Giamaica       | Eugene, Stati Uniti        | 7 giugno 1975     | +     |
| Cronometraggio elettronico |             |                  |                |                            |                   |       |
| 19"83                      | +0,9        | Tommie Smith     | Stati Uniti    | Città del Messico, Messico | 16 ottobre 1968   |       |
| 19"72                      | +1,8        | Pietro Mennea    | Italia         | Città del Messico, Messico | 12 settembre 1979 |       |
| 19"66                      | +1,7        | Michael Johnson  | Stati Uniti    | Atlanta, Stati Uniti       | 23 giugno 1996    |       |
| 19"32                      | +0,4        | Michael Johnson  | Stati Uniti    | Atlanta, Stati Uniti       | 1º agosto 1996    |       |
| 19"30                      | -0,9        | Usain Bolt       | Giamaica       | Pechino, Cina              | 20 agosto 2008    |       |
| 19"19                      | -0,3        | Usain Bolt       | Giamaica       | Berlino, Germania          | 20 agosto 2009    |       |

### Record indoor
| Tempo | Atleta           | Nazione     | Luogo           | Data             | Note |
| ----- | ---------------- | ----------- | --------------- | ---------------- | ---- |
| 20"36 | Bruno Marie-Rose | Francia     | Liévin, Francia | 22 febbraio 1987 |      |
| 20"25 | Linford Christie | Regno Unito | Liévin, Francia | 19 febbraio 1995 |      |
| 19"92 | Frank Fredericks | Namibia     | Liévin, Francia | 18 febbraio 1996 |      |